# Абрамов, Владимир Александрович
Влади́мир Алекса́ндрович Абра́мов (род. 5 апреля 2002, Ростов-на-Дону, Россия) — российский футболист, защитник.

## Карьера
Воспитанник «Ростова». В связи со вспышкой коронавирусной инфекции в клубе, 19 июня 2020 года был заявлен на матч Премьер-лиги против «Сочи» (1:10), в котором вышел на поле в стартовом составе и забил мяч в свои ворота. В октябре того же года перешёл в фарм-клуб московского «Локомотива». В августе 2022 года пополнил ряды «Калуги». В 2024 году подписал контракт с клубом «Биолог-Новокубанск».